# Ludwig Weinacht
Ludwig Weinacht (* 17. Februar 1888 in Speyer; † 18. November 1946 in Berlin) war ein deutscher Ruderer.

## Biografie
Ludwig Weinacht nahm bei den Olympischen Sommerspielen 1912 in Stockholm mit seinem Verein dem Berliner RC Sport-Borussia in der Achter-Regatta teil. Jedoch erreichte das Boot den Finallauf nicht. 1946 starb Weinacht durch Suizid.